# Стязание с латиною
Стяза́ние с лати́ною (полное название Георгия митрополита Киевского стязанье с латиною; вин числом 70, др.-рус. геѡргиꙗ митрополита києвьского стѧзаньє съ латиною винъ число(м҃). о҃) — древнерусское полемическое сочинение, направленное против католиков, приписываемое митрополиту Киевскому Георгию (ок. 1065—1076). Сохранилось в единственном списке XV века. Вопреки заголовку, в нём представлено 27 обвинений; древнерусские сочинения не знают столь большого числа «вин». Вопрос об авторской принадлежности «Стязания с латиною» до настоящего времени остается открытым. Как свидетельствует Г. С. Баранкова, «Стязание» является компилятивным произведением, составленным русским книжником скорее всего в XIV—XV веках. Архимандрит Макарий (Веретенников) предположил, что несмотря на батыев погром, у анонимного книжника XIV—XV веков были какие то сведения о митрополите Киевском Георгии, и он, прибегнув к традиционному для средневековья методу, попытался восстановить утраченное сочинение. Этим, очевидно, и объясняется разница в количестве «вин», указанных в заголовке и содержащихся в тексте
Трактат состоит из исторического введения и 27 глав, в которых изложены обвинения в адрес католиков, выраженные в резкой форме. Композиционно «Стязание с Латиною» распадается на две неравные части. Первая часть с перечислением 25 «вин» составлена на основе двух древнерусских сочинений: «Послание митрополита Никифора Владимиру Мономаху о вере Латинской» и послание Михаила Керуллария к антиохийскому патриарху Петру III. Во второй части, которое стилистически и лексически отличается от первой, подробно разбираются два обвинения — 26-е и 27-е, которые не находят параллелей в других антилатинских сочинениях и производит впечатление вставки, что свидетельствует о компилятивном характере памятника в целом.

## Содержание
- Введение, повествующее об основании христианского царства при императоре Константине I Великом, о расцвете веры, о перенесении столицы в Константинополь, о согласии, царившем в Церкви до VII Вселенского Собора, об отпадении Рима от Православия, когда город захватили «немцы»;
- употребление опресноков и хранение евхаристических хлебов в храмах (Главы 1, 3, 7, 26);
- бритьё бород клириками и монахами (Глава 2);
- отступление в молитвенной и обрядовой практике от богослужения древней Церкви, главным образом в отношении «Филиокве» (Главы 4-6, 25);
- запрет священнослужителям вступать в брак при попустительстве клиру и епископату в блудном сожительстве (Главы 8, 12);
- дозволение вдовцам жениться на сестрах покойных жен (Глава 9);
- ношение епископами перстня в знак мистического брака с Церковью (Глава 10);
- участие епископов и клириков в военных действиях (Глава 11);
- пост по субботам и иные особенности в соблюдении постов в сочетании с употреблением в пищу удавленины, мяса нечистых животных и разрешением монахам есть мясо (Главы 13-19, 27);
- непочитание святителей Василия Великого, Григория Богослова и Иоанна Златоуста, уклонения в совершении таинства Крещения (единократное погружение, крещальная формула, посыпание младенца солью, наречение имени родителями), указывающие на иудейские и еретические (арианские и савеллианские) заблуждения (Главы 23-24);
- непочитание мощей и икон (Главы 23-24).